# 2 luglio
Il 2 luglio è il 183º giorno del calendario gregoriano (il 184º negli anni bisestili). Mancano 182 giorni alla fine dell'anno.
È il giorno centrale di ogni anno: l'istante centrale dell'anno, infatti, negli anni non bisestili cade alle 12:00 (mezzogiorno), mentre negli anni bisestili cade alle 00:00 (mezzanotte), per cui, in tali anni, sono due i giorni centrali: quello precedente e questo.

## Eventi
- 310 – Viene eletto papa Milziade
- 1494 – Il Trattato di Tordesillas viene ratificato dalla Spagna
- 1555 – Dragut assedia la cittadina di Paola saccheggiandola e incendiandola
- 1578 – Martin Frobisher avvista l'Isola di Baffin
- 1582 – L'armata di Toyotomi Hideyoshi sconfigge quella di Akechi Mitsuhide nella battaglia di Yamazaki
- 1600 – Battaglia di Nieuwpoort
- 1607 – Don Luis de Velasco, marchese di Salinas diventa l'undicesimo viceré della Nuova Spagna
- 1613 – Prima spedizione inglese dal Massachusetts contro l'Acadia guidata da Samuel Argall
- 1648 – Matrimonio tra Ferdinando III, imperatore del Sacro Romano Impero, e Maria Leopoldina d'Asburgo, arciduchessa d'Austria
- 1644 – Guerra civile inglese, battaglia di Marston Moor: i Parlamentaristi infliggono una sconfitta determinate ai Realisti di re Carlo I Stuart
- 1679 – Daniel Greysolon de Du Luth e la sua spedizione sono i primi europei a mettere piede nel Minnesota e a vedere le sorgenti del fiume Mississippi
- 1723 – Prima esecuzione assoluta del Magnificat BWV 243a di Johann Sebastian Bach a Lipsia
- 1755 – Odorico da Pordenone viene proclamato beato da papa Benedetto XIV
- 1757
  - Thomas Pelham-Holles è il settimo primo ministro del Regno Unito
  - Henry Bilson Legge è il trentasettesimo Cancelliere dello Scacchiere britannico
- 1777 – Il Vermont diventa il primo Stato americano ad abolire la schiavitù
- 1798 – John Murphy, leader della Rivolta irlandese del 1798, viene giustiziato in Market Square a Tullow
- 1808 – Simon Fraser raggiunge l'Oceano Pacifico nei pressi di New Westminster
- 1816 – La fregata Méduse si incaglia in una secca al largo della Mauritania: i tragici eventi successivi ispirarono il pittore Théodore Géricault per il dipinto La zattera della Medusa del 1819
- 1826 – Papa Leone XII stende la sua XI enciclica, Pastoris aeterni
- 1829 – Prima rappresentazione italiana de Il Conte Ory
- 1839 – Trenta chilometri al largo delle coste di Cuba, 53 schiavi africani ribelli guidati da Joseph Cinque prendono il controllo della nave negriera Amistad
- 1849 – I francesi, guidati dal generale Oudinot, entrano vittoriosi a Roma dopo un mese di assedio
- 1861 – Il Tennessee secede dagli Stati Uniti d'America ed entra a far parte degli Stati Confederati d'America
- 1863 – Secondo giorno della battaglia di Gettysburg
- 1870 – Jules d'Anethan è il decimo primo ministro del Belgio
- 1871 – Vittorio Emanuele II di Savoia entra solennemente a Roma dopo averla conquistata a discapito dello Stato Pontificio
- 1881 – Charles J. Guiteau spara e ferisce il presidente statunitense James A. Garfield, che morirà a causa di un'infezione il 19 settembre 1881
- 1897 – Guglielmo Marconi brevetta a Londra la radio
- 1900
  - Primo volo di uno Zeppelin sul Lago di Costanza, vicino a Friedrichshafen
  - Prima esecuzione assoluta del poema sinfonico Finlandia di Jean Sibelius a Helsinki
- 1923 – Lorenzo La Via di Sant'Agrippina è il primo commissario regio del comune di Torino
- 1925 – Viene inventato lo sci nautico con la prima sciata, durata più di un minuto, effettuata da Ralph Samuelson
- 1926 – Una legge del Congresso degli Stati Uniti istituisce lo United States Army Air Corps, che diverrà United States Army Air Forces dal 1941 e poi United States Air Force dal 1947 a oggi
- 1927
  - Ticker-tape parade a New York in onore di Bobby Jones, vincitore del British Open
  - Viene istituito il ministero delle Corporazioni dal governo Mussolini e Benito Mussolini ne diventa ministro
- 1928 – Le autorità fasciste decidono che le due società ginnastiche "Andrea Doria" e "Sampierdarenese" devono fondersi per formare la Dominante, antenata della Sampdoria
- 1935 – Viene scoperto l'asteroide 1357 Khama
- 1937
  - Amelia Earhart e il suo navigatore Fred Noonan scompaiono nell'Oceano Pacifico, mentre tentano di compiere il primo giro del mondo in aereo sulla linea dell'equatore
  - Vengono scoperti gli asteroidi 1429 Pemba e 1456 Saldanha
- 1938 – Appare per la prima volta su Topolino l'Ispettore Manetta
- 1939 – Il fumetto Superman esordisce in Italia negli Albi dell'Audacia
- 1942 – Viene reso operativo il campo per l'internamento civile di Monigo
- 1944 – A Los Angeles il produttore e discografico statunitense Norman Granz organizza il concerto Jazz at the Philharmonic o "JATP", considerato uno dei momenti più importanti della storia del jazz
- 1947 – Secondo il Roswell Daily Record, presto smentito dal governo degli Stati Uniti, un UFO sarebbe precipitato nei pressi di Corona e Roswell (Nuovo Messico)
- 1950
  - Henri Queuille è il settimo primo ministro della Quarta Repubblica francese
  - Il Padiglione d'oro del Tempio Rokuon-ji a Kyoto viene dato alle fiamme da un monaco mentalmente instabile; l'edificio sarà ricostruito nel 1955 e l'evento ispirerà lo scrittore Yukio Mishima per il suo romanzo Il padiglione d'oro del 1956
- 1956 – Umberto Tupini diventa sindaco di Roma
- 1957
  - Torino: la FIAT presenta ufficialmente la Fiat 500 al circolo Sporting
  - Papa Pio XII stende la sua XXXVII enciclica, Le Pèlerinage de Lourdes
- 1959 – Matrimonio tra Alberto II dei Belgi e Paola Ruffo di Calabria
- 1964 – Il presidente statunitense Lyndon B. Johnson firma il Civil Rights Act (1964), che proibisce la segregazione nei luoghi pubblici
- 1973 – James R. Schlesinger giura come 12º segretario della difesa degli Stati Uniti
- 1976 – Il Vietnam del Nord e del Sud si uniscono per formare la Repubblica Socialista del Vietnam
- 1981 – Viene scoperto l'asteroide 3495 Colchagua
- 1984 – Viene autorizzata con D.P.R. la DOCG per il vino Chianti
- 1985 – Viene lanciata la Missione Giotto dalla base di lancio di Kourou
- 1987
  - Inizia la X legislatura della Repubblica Italiana
  - Leonilde Iotti diviene per la terza volta presidente della Camera dei deputati italiana
  - Giovanni Spadolini diviene presidente del Senato italiano
- 1989
  - Tzannis Tzannetakis è primo ministro della Grecia
  - Vengono scoperti gli asteroidi 4838 Billmclaughlin, 5773 Hopper, 5774 Ratliff, 5959 Shaklan e 6238 Septimaclark
- 1990 – In Arabia Saudita 1426 pellegrini muoiono schiacciati dalla folla alla Mecca
- 1992
  - Il governo canadese chiude la pesca del merluzzo per due anni allo scopo di conservare le riserve
  - Václav Klaus è l'ultimo primo ministro della Repubblica Socialista Ceca, prima della separazione dalla Slovacchia del 1993
- 1993
  - A Londra viene fondata l'International Biathlon Union, la federazione internazionale per il biathlon
  - Nella battaglia del pastificio a Mogadiscio cadono i tre militari italiani Pasquale Baccaro, Andrea Millevoi e Stefano Paolicchi
- 1994 – Va in scena per le strade di Roma la prima parata del Pride così definita nella storia d'Italia[1]
- 2001
  - Il primo cuore artificiale autosufficiente viene impiantato in Robert Tools
  - Vengono immessi sul mercato i Pentium 4 a 1,6 GHz e a 1,8 GHz ed il Celeron a 900 MHz
- 2002 – Steve Fossett è il primo uomo al mondo a compiere da solo il giro della Terra in mongolfiera
- 2005
  - Berlino, Filadelfia, Johannesburg, Londra, Mosca, Parigi, Roma e Tokyo ospitano i concerti del Live 8 organizzati da Bob Geldof per sensibilizzare i protagonisti della successiva riunione del G8 sui problemi africani
  - Ihab al-Sherif, diplomatico egiziano (che sarebbe dovuto diventare il primo ambasciatore in Iraq), viene rapito da alcuni terroristi mentre si sta recando a comprare i giornali
- 2008 – Viene liberata Íngrid Betancourt, donna di Stato colombiana sequestrata dalle FARC nel 2002
- 2011 – Nel cortile del Palazzo dei Principi di Monaco si tiene la cerimonia religiosa di matrimonio tra S.A.S. Alberto II di Monaco e Charlène Wittstock

## Nati
Ci sono circa 1 100 voci su persone nate il 2 luglio; vedi la pagina Nati il 2 luglio per un elenco descrittivo o la categoria Nati il 2 luglio per un indice alfabetico.

## Morti
Ci sono circa 490 voci su persone morte il 2 luglio; vedi la pagina Morti il 2 luglio per un elenco descrittivo o la categoria Morti il 2 luglio per un indice alfabetico.

## Feste e ricorrenze

### Civili
Internazionali:
- Giornata mondiale degli UFO, in onore alla data del caso Roswell del 1947 ((alcuni celebrano la ricorrenza il 24 giugno, data del primo avvistamento di un UFO)

Nazionali:
- Italia – Corsa del Palio della Madonna di Provenzano in Piazza del Campo a Siena

### Religiose
Cristianesimo:
- Visitazione della Beata Vergine Maria a Santa Elisabetta (rito tridentino) 
  - Madonna della Bruna
  - Madonna delle Grazie
  - Madonna di Montallegro
  - Madonna di Pontelungo
  - Madonna di Provenzano
  - Madonna della Grotta
  - Madonna della Libera
  - Madonna della Visitazione
  - Madonna del Canneto
  - Madonna del Soccorso
  - Madonna di Cortinica
  - Nostra Signora del Boschetto
  - Nostra Signora dell'Orto
  - Beata Vergine di Contursi
  - Madonna del Latte
- San Bernardino Realino, sacerdote
- San Console di Como, vescovo
- Santi Liberato, Bonifacio, Servio, Rustico, Rogato, Settimo e Massimo, martiri
- San Lidano d'Antena, abate
- Santa Monegonda di Tours, reclusa
- Santi Processo e Martiniano, martiri
- San Swithun di Winchester, vescovo e martire
- Santo Ștefan III cel Mare (Chiesa ortodossa rumena)
- Beati martiri coreani:
  - Beata Agata Han Sin-ae, martire
  - Beato Antonio Yi Hyeon, martire
  - Beata Colomba Kang Wan-suk, catechista e martire
  - Beata Giuliana Kim Yeon-i, martire
  - Beato Ignazio Choe In-cheol, martire
  - Beato Matteo Kim Hyeon-u, martire
  - Beata Susanna Kang Gyeong-bok, vergine e martire
  - Beata Viviana Mun Yeong-in, vergine e martire
- Beata Eugénie Joubert, religiosa
- Beati Giovanni e Pietro Becchetti, sacerdoti agostiniani
- Beato Pietro di Lussemburgo, vescovo

Religione romana antica e moderna:
- Dies religiosus[senza fonte]